# Glasnik svetog Josipa
Glasnik svetog Josipa: list štovatelja svetoga Josipa (skr. GSJ), hrvatski je katolički tromjesečnik Nacionalnoga svetišta sv. Josipa u Karlovcu. Izlazi od 1873. Utemeljio ga je biskup Josip Stadler.
List promiče štovanje sv. Josipa. Dostavlja se u župama i župnim crkvama diljem Hrvatske, BiH i u hrvatskim katoličkim misijama u iseljeništvu.

## Vanjske poveznice
- Glasnik svetog Josipa na stranicama Nacionalnoga svetišta sv. Josipa
- Glasnik sv. Josipa u mrežnoj arhivi Wayback Machine